# Simulium bartangum
Simulium bartangum är en tvåvingeart som beskrevs av Chubareva 2000. Simulium bartangum ingår i släktet Simulium och familjen knott. Inga underarter finns listade i Catalogue of Life.